# Hildegard Knef
Hildegard Knef, eredeti születési nevén Hildegard Frieda Albertine Knef (Ulm, 1925. december 28. – Berlin, 2002. február 1.) német színésznő, szinkronszínésznő, sanzon-énekesnő, író, a második világháború utáni új német filmművészet jelentős személyisége. Az 1950-es években Hollywoodban is forgatott, a nemzetközi filmiparban családnevét a kiejthető Neff formára változtatta. Sajátos dalszerzői és énekesnői stílusával, egyéni orgánumával iskolát teremtett, számos sikeres lemezt adott ki.

## Élete

### Származása, pályakezdése
1925-ben született Ulmban. Apja, Theodor Knef flamand származású ügyvéd és dohánykereskedő, anyja Frieda Auguste Gröhn. 1926-ban egyéves volt, amikor apja szifiliszben meghalt. Anyja a kisgyermekkel Berlin Schöneberg kerületébe költözött (ma Tempelhof–Schöneberg kerület része). 1933-ban anyja újra férjhezment, Wilhelm Wulfestieg bőrfeldolgozó és cipőkészítő iparoshoz. 1936-ban megszületett Hildegard féltestvére, Heinz Wulfestieg (1936–1978), aki később dzsessz-zenész lett (1978-ban fiatalon, váratlanul, tisztázatlan körülmények között halt meg. Öccsének tragédiáját Hildegard 1982-ben kiadott „So nicht” (Így ne) című könyvében dolgozta fel.) Hildegard a főváros Schöneberg kerületében nevelkedett. Hildegard a schönebergi Rückert líceumba járt (ma Rückert-Gymnasium).
Tizenöt éves korában (1940-ben) otthagyta az iskolát és rajzfilm-grafikusnak tanult az UFA egyik stúdiójában, Berlin Mitte kerületében. 1943-ban Wolfgang Liebeneiner, az UFA igazgatója felfigyelt rá, és színészi képzésre küldte. Tanárai között volt Karl Meixner, és Else Bongers, eu utóbbit Knef egész életében mesterének és támogatójának vallotta. 1944-ben viszonyt kezdett Ewald von Demandowsky birodalmi filmfődramaturggal (Reichsfilmdramaturg), aki egyben a Tobis filmgyár főgyártásvezetője volt. Az ő révén kapta első filmszerepeit (A hidak alatt, 1944); Fahrt ins Glück, 1945), melyek már csak a háború után kerültek a mozikba (1946, 1948).

### Színészi pályája

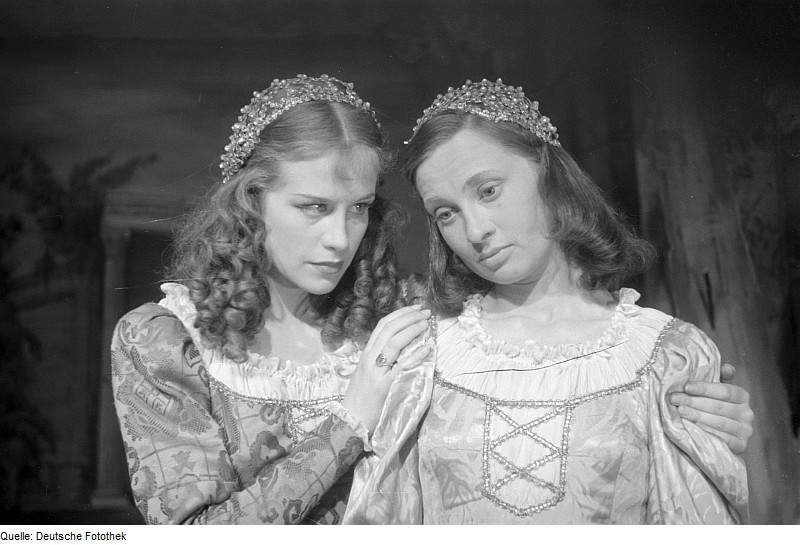
Hildegard Knef (b) és Gudrun Genest (j) a berlini Schlosspark színház Ahogy tetszik előadásán (1946)

1945-ben, Berlin eleste után egy időre szovjet fogolytáborba került, de megszökött. Élményei radikálisan háború- és diktatúraellenessé tették. A háborút követően először kabarékban és színházakban lépett fel, itt ismerte meg első férjét, Kurt Hirsch amerikai hírszerzőtisztet. Első komoly színpadi szerepeit Boleslaw Barlogtól kapta, a berlini Schlosspark Theaterben. 1946-ban Wolfgang Staudte rendező a színpadon látta meg és szerepet adott neki A gyilkosok köztünk vannak c. náciellenes filmjében, amely rögtön nemzetközi ismeretséget is hozott Knefnek. Szovjet filmeket szinkronizált a DEFA részére. Rudolf Juger rendező főszerepet adott neki 1948-as Film ohne Titel c. filmdrámájában, mely főnök és női beosztottja közötti szerelmi viszonyról szól. A Locarnói Nemzetközi Filmfesztiválon megkapta a legjobb női alakítás díját, 1948. augusztus 1-jén a Stern címlapjára került, mint a háború utáni első német filmsztár. Az amerikai Life magazin nagy fényképes riportot közölt róla, ennek nyomán David O. Selznick hollywoodi producer az Egyesült Államokba hívta. 1948 elején hét éves szerződést írt alá, rendszeres fizetést kapott, de szerepeket nem. Próbafelvételek és beszédoktatások során megismerkedett Marlene Dietrichhel. 1950-ben megkapta az amerikai állampolgárságot.
1950-ben visszatért Nyugat-Németországba, hogy Willi Forst rendező Die Sünderin (A bűnös asszony) c. filmjének főszerepét eljátssza. A melodráma egy prostitúcióra kényszerülő rákbeteg nőről szól, aki orvosi kezelését így kénytelen finanszírozni, és öngyilkosság felé sodródik. Tabu-témája és Knef egy meztelen jelenete miatt a háború utáni német filmtörténet egyik legnagyobb botrányát kavarta. A római katolikus egyház tiltakozott bemutatása ellen, az utcán támogató és ellenző tüntetések zajlottak, mozikat támadtak meg. A filmet sok német és európai város kitiltotta. A „halálba segítés” ábrázolása miatt a gyártót bevádolták a Szövetségi Közigazgatási Bíróságon és a Szövetségi Büntetőbíróságon is. Ennek ellenére csak Németországban hétmillió néző látta. A zajos sikert követően Knef kiadta első énekes lemezét Ein Herz ist zu verschenken címmel.
A Sünderin miatti zaklatások miatt visszatért Hollywoodba. A 20th Century Fox-hoz szerződött. Az 1950-es években nemzetközi filmes karriert futott be az Egyesült Államokban, emiatt nevét is megváltoztatta a „kiejthetőbb” Hildegarde Neff-re. Megismerkedett Marilyn Monroe-val, kéz-és lábnyomát megörökítették a Nevezetességek Sétányán. Német, brit és francia filmekben is szerepelt. 1951-ben megjelent Anatole Litvak rendező Decision Before Dawn / Entscheidung vor Morgengrauen (vagy Legion of the Damned) című, amerikai-német kooprodukcióban készült háborús drámájában (1951). Henry Hathaway rendező Diplomatic Courier / Kurier nach Triest című 1952-es kémfilmjében Tyrone Powerrel, Karl Maldennel és Patricia Neallel együtt főszerepet játszott.  Az 1952-es Alraune c. filmben Erich von Stroheim társaságában szerepelt és énekelt. 1952-ben Henry King klasszikus filmjében, az Ernest Hemingway regényéből készült A Kilimandzsáró hava c. drámában Gregory Peck, Ava Gardner és Susan Hayward mellett az egyik főszerepet kapta. Carol Reed 1953-as The Man Between / Gefährlicher Urlaub c. politikai kémfilmjében James Mason és Claire Bloom társaságában főszerepet játszott. 1955-től fellépett a New York-i Broadway Theater-ben, a Cole Porter által rendezett Ninocska főszerepében. Ő volt az első német színművész, aki főszerephez jutott a Broadway színpadán. 1957-ben konfliktusba került a 20th Century Fox-szal. A konkurens MGM őt akarta a Ninocska film főszerepére, de a Fox nem engedte el, hanem ragaszkodott ahhoz, hogy előbb a Broadway-szereplése miatt elhalasztott Fox-szerepeit csinálja meg. Knef elutazott az USA-ból, a szerződésszegés miatt további amerikai szerepeket nem kaphatott.

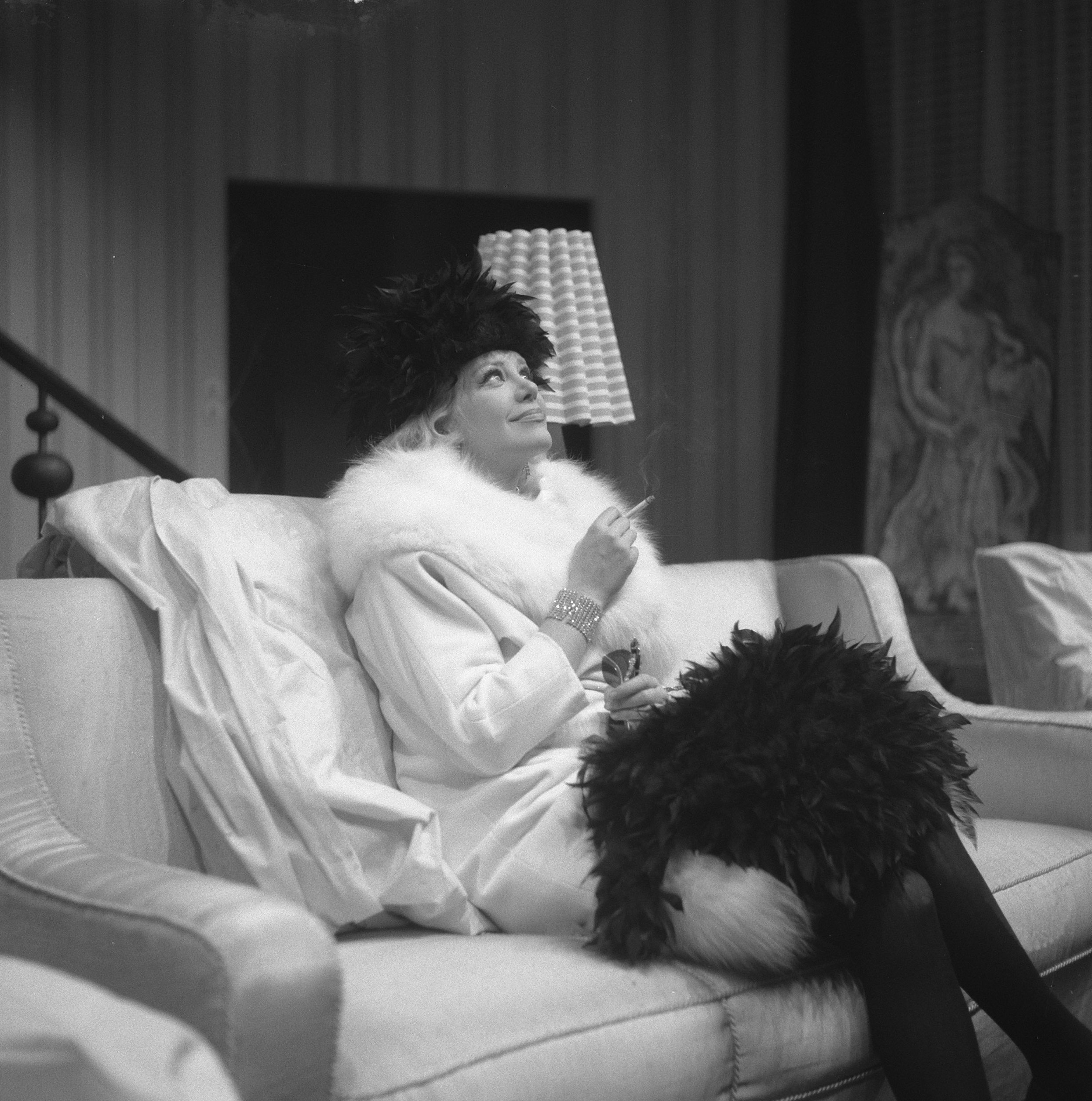
Eindhoveni vendég-szereplésen, 1961-ben

1957 után ismét Nyugat-Németországban dolgozott. A háborús és kémfilmek után, az 1960-es évektől egyre inkább klasszikus és kosztümös filmszerepek felé fordult, de karrierjének csúcsán már túljutott. A Madeleine und der Legionär filmje bukást hozott, a Sünderin ügyét ismét előásták. Knef ezért kevesebb német szerepet vállalt, inkább dolgozott francia és brit rendezőkkel. 1962-ben Claude Chabrol francia rendező fekete komédiájában, a Kékszakállban (eredeti címe Landru), Knef „Madame X”-et játszotta Michèle Morgan és Danielle Darrieux mellett. A film Henri Landru-ről, a párizsi sorozatgyilkosról szól, aki házassági apróhirdetések útján kereste leendő áldozatait. 1963-ban Umberto Lenzi történelmi filmjében, a Nagy Katalin cárnőben Knef a címszerepet, II. Katalin orosz cárnőt alakította. 1963-ban Wolfgang Staudte német rendező Koldusopera (Die Dreigroschenoper) c. operafilmjében, amely Bertolt Brecht színműve alapján készült, ő kapta a női főszerepet, Jennyt, partnerei Curd Jürgens és Gert Fröbe voltak. Michael Carreras francia rendező 1968-as The Lost Continent című horror-kalandfilmjében Eric Porter és Suzanna Leigh mellett harcolt különböző óriás szörnyetegekkel. Angliai forgatások során 1959-ben megismerkedett leendő második férjével, az ekkor még nős David Cameronnal.
Már az 1950-es évektől énekesnőként is gyakran jelent meg. 1954–1956 között a Broadway Színházban nagy sikert aratott a Ninocska énekes főszerepével. Énekelt A Kilimandzsáró hava romantikus filmben is.  Auch die Schallplatte verkaufte sich in den USA sehr gut. 1957-ben Angliában nagylemezt adott ki, korábbi dalainak gyűjteményével, Franciaországban több dzsessz-lemezt is kiadott.
1968-ban leányát, Christina Antoniát császármetszéssel szülte meg, élete átmenetileg veszélyben forgott. Még abban az évben kiadta életörömtől áthatott dalát, Für mich soll’s rote Rosen regnen. Rekedtes, mély hangjához erős érzelmekkel átfűtött stílusa társult, dalszövegei iróniát és elgondolkodtató bölcselkedéseket közvetítettek. Ella Fitzgerald azt mondta róla: „A legjobb énekesnő, akinek nincs hangja.” Knef énekesnői működése a német nyelvű szórakoztató zene kiemelkedő fejezete volt. Kísérő zenekarába a legkiválóbb német zenészeket választotta (Kurt Edelhagent, Hans Hammerschmidet, Bert Kaempfertet, Gert Wildent és másokat).
1977-től Knef lemezeinek eladása csökkent. 1978-ban Billy Wilder rendező Fedora című hollywoodi filmdrámájában az idős, megrokkant Fedóra színésznőt játszotta, fiatal hasonmását a svájci Marthe Keller alakította. Sorra adta ki lemezeit, változó sikerrel. 1977-ben harmadszor is férjhezment, egy nála 15 évvel fiatalabb férfihoz. Mellrák-betegségéről szokatlan nyíltsággal szólt, a sajtó rászállt. 1980-ban fizikailag is összetűzött az őt üldöző agresszív bulvár-riporterekkel. 1982-ben férjével és leányával együtt Berlinből Los Angelesbe „menekült”. Következő éveit betegsége, gyógykezelése, arcfelvarratása, előző férjével szembeni bírósági pere és egy világturné töltötte ki. 1987-ben sikeres „comeback”-ot produkált a berlini Theater des Westens-ben egy Helmut Baumann által rendezett musical-ben. 1989-ben hazaköltözött az USA-ból Berlinbe, vállán súlyos adósságokkal.

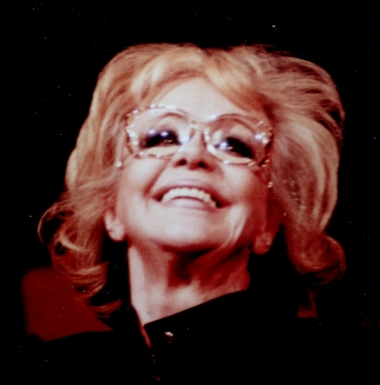
Knef 1995-ben, Berlinben

1992-ben kiadta a Für mich soll’s rote Rosen regnen lemezének felújított, újra hangszerelt változatát, az Extrabreit rock-zenekarral. Életművéért számos méltatást kapott. Megjelent a német televízióban, kisebb mellékszerepekben, beszélgetős műsorokban, show-műsorokban. 1999-ben megjelent 17 Millimeter című, utolsó nagylemeze, amely a slágerlistákon is helyezést ért el. Az ezredfordulón Knef tüdőbetegsége súlyosra fordult, hetekig tartó kórházi kezelésre szorult. 2001-ben visszakapta német állampolgárságát, ugyanebben az évben Bambi-díjat adományoztak neki.

### Magánélete, elhunyta
Knef háromszor ment férjhez:
- Első férje egy német-cseh-zsidó származású amerikai hírszerzőtiszt, Kurt Hirsch volt, akivel 1947–1953 között élt házasságban. Hirsch Hollywoodban színészügynökként dolgozott, szerződéshez segítette feleségét, de szerződése ellenére az ügynökség évekig nem adott neki szerepet. 1953-ban elváltak.
- 1962–1976 között David Cameron (született David Anthony Palastanga, 1933–2012) angol színész-rendezővel élt házasságban, akivel egy angliai turnén találkozott, és később együtt szerepeltek a „Nicht von gestern / Born Yesterday” című színdarabban. 1968 májusában megszületett közös leányuk, Christina Antonia Palastanga, akit „Tintának” becéztek. A házasságot 1976-ban bontották fel.
- Harmadik házasságát 1977-ben kötötte a nála 17 évvel fiatalabb Paul Rudolf von Schell zu Bauschlott báróval (*1940), aki régi osztrák nemesi családból származott. A német újraegyesítés után Berlinbe költöztek. A házasság fennmaradt Knef 2002-ben bekövetkezett haláláig.

Egész életében erős dohányos volt, későbbi éveiben tüdőemfizémában (tüdőtágulatban) szenvedett. 2002. február 1-jén hunyt el Berlinben, 76 éves korában, heveny tüdőgyulladás következtében. Özvegy férjének részvétnyilvánítást küldött többek között Johannes Rau szövetségi elnök és Gerhard Schröder szövetségi kancellár is. Február 7-én a berlini Vilmos császár emléktemplomban nagy részvét mellett megtartott búcsúceremónia után a Berlin-Zehlendorfi temetőben helyezték végső nyugalomra, a Berlin városa által adományozott díszsírhelyen.

## Főbb filmszerepei
- 1945: Die Brüder Noltenius
- 1946: Hidak alatt (Unter den Brücken); havelbergi lány
- 1946: A gyilkosok köztünk vannak (Die Mörder sind unter uns); Susanne Wallner
- 1947: Zwischen gestern und morgen; Kat
- 1948: Film ohne Titel; Christine Fleming
- 1948: Fahrt ins Glück; Susanne Loevengaard
- 1951: Die Sünderin; Marina
- 1951: Decision Before Dawn / Entscheidung vor Morgengrauen; Hilde
- 1952: Diplomatic Courier / Kurier nach Triest; Janine Betki
- 1952: A Kilimandzsáró hava (The Snows of Kilimanjaro); Liz grófnő
- 1952: Alraune; Alraune
- 1952: La fête à Henriette; Rita Solar
- 1953: The Man Between / Gefährlicher Urlaub; Bettina
- 1954: Geständnis unter vier Augen; Hilde Schaumburg-Garden
- 1954: Svengali; Trilby
- 1958: Madeleine und der Legionär; Madeleine Durand
- 1958: La Fille de Hambourg / Das Mädchen aus Hamburg; Maria
- 1959: Subway in the Sky / U-Bahn in den Himmel; Lilli Hoffman
- 1959: Der Mann, der sich verkaufte; Martina Schilling
- 1960: International Detective, televíziós sorozat; Brenda Carrington
- 1960: La strada dei giganti / Die Furchtlosen von Parma; Maria Luisa di Borbone
- 1962: Lulu; Geschwitz bárónő
- 1962: Laura, tévéfilm; Laura Hunt
- 1963: Nagy Katalin cárnő (Caterina di Russia); Nagy Katalin cárnő
- 1963: Kékszakáll (Landru); Madame Ixe (Mme X)
- 1963: Koldusopera (Die Dreigroschenoper); Jenny Diver
- 1963: Ballade pour un voyou; Martha Schwartz
- 1963: Das große Liebesspiel; call-görl
- 1964: Gibraltar; Elinor van Berg
- 1964: Wartezimmer zum Jenseits; Laura Lorelli
- 1964: Verdammt zur Sünde; Alwine
- 1964: Mozambique / Blonde Fracht für Sansibar; Ilona Valdez
- 1967: A piszkos tizenkettő (The Dirty Dozen); névtelen szerep
- 1968: The Lost Continent / Bestien lauern vor Caracas; Eva Peters
- 1976: Halálodra magad maradsz (Jeder stirbt für sich allein); Anna Quangel
- 1978: Fedóra (Fedora); a grófnő
- 1979: Az Öreg (Der Alte), tévésorozat; egy epizódban; Erika Gerold
- 1980: Warum die UFOs unseren Salat klauen; Peter anyja
- 1984: Flügel und Fesseln / L’avenir d’Émilie, Paula
- 1984: Scarecrow and Mrs. King / Agentin mit Herz; tévésorozat; Sophia Valosky hercegnő
- 1988: La casa 4 / Witchcraft; feketeruhás hölgy
- 1990: Ein Schloß am Wörthersee, tévésorozat; Rutila von Greifenberg
- 1990: V comme vengeance, tévésorozat; Gina
- 1992: Haus am See, tévésorozat; önmaga
- 1993: Berlin Break, tévésorozat; Baroness von Althausen
- 1995: Peter Strohm, tévésorozat; grófnő
- 1996: Die Stadtindianer, tévésorozat; Clara Holl
- 1999: Eine fast perfekte Hochzeit; Marlene Wolf-Schönberg

## További információ
- Hivatalos oldal
- Hildegard Knef a Facebookon
- Hildegard Knef a PORT.hu-n (magyarul)
- Hildegard Knef az Internetes Szinkronadatbázisban (magyarul)
- Hildegard Knef az Internet Movie Database-ben (angolul)
- Hildegard Knef a Rotten Tomatoeson (angolul)
- Hildegard Knef az AlloCiné weboldalán (franciául)
- Hildegard Knef Profile. famousfix.com. (Hozzáférés: 2023. január 19.)
- Hildegard Knef Timeline featuring movies and other hihglights. bing.com. (Hozzáférés: 2023. január 19.)